# Estácio Coimbra
Estacio de Albuquerque Coimbra (Barreiros, 22 ottobre 1872 – Rio de Janeiro, 9 novembre 1937) è stato un giurista e politico brasiliano. 
Servì come il 10 ° Vice Presidente della Repubblica tra il 1922 e il 1926. Fu anche il 16 ° e il 26 ° governatore dello Stato di Pernambuco dal 1926 al 1930.

## Biografia
Figlio di João Coimbra, membro di una modesta famiglia di agricoltori portoghesi venuti a vivere in Brasile, e di Francisca de Albuquerque Belo Coimbra, studiò alla Facoltà di Giurisprudenza di Recife dove si laureò nel 1892. Tornato nella sua città natale iniziò a esercitare la legge parallelamente all' attività politica. Fondatore del Partito Repubblicano di Barreiros, fu eletto sindaco del comune nel 1894, deputato di stato nel 1895 e deputato federale nel 1899 e vicepresidente della Repubblica durante il mandato di Campos Sales.Tra il 1898 e il 1902.
Come presidente dell'Assemblea legislativa di Pernambuco, assunse il governo dello stato tra il 6 settembre e il 13 dicembre 1911 mentre si svolgevano le nuove elezioni a causa delle dimissioni del governatore e del rifiuto del vice governatore di succedergli. Nuovi scontri, però, lo portano anche a lasciare il governo. Rientrato in politica come deputato federale negli anni 1915, 1918 e 1921, è stato vicepresidente della Repubblica alla presidenza di Artur Bernardes, in qualità di presidente del Senato federale, ha assunto la carica in sostituzione del vicepresidente eletto, Urbano dos Santos, esercitando il mandato tra il 1922 e il 1926 cumulando la carica con la funzione di presidente del Senato Federale. Tornò al governo di Pernambuco dove rimase dal 1926 al 1930 e fu rimosso dall'incarico con lo scoppio della Rivoluzione del 1930, il cui successo lo fece lasciare in fretta il Paese. Si imbarcò sulla spiaggia di Tamandaré dove andò in esilio in Europa con Gilberto Freyre, allora suo segretario privato. Rientrò nel Paese nel 1934, già amnistiato, ma si tenne lontano dalla politica.